# Stipa vaginata
Stipa vaginata är en gräsart som beskrevs av Rodolfo Amando Philippi. Stipa vaginata ingår i släktet fjädergrässläktet, och familjen gräs. Inga underarter finns listade i Catalogue of Life.